# Ignacio Sosa
Ignacio Sosa, né le 31 août 2003 à Montevideo, est un footballeur uruguayen. Il joue au poste de milieu terrain au CA Peñarol.

## Carrière

### En club
Formé au CA Fénix, il fait ses débuts professionnels avec ce club le 3 juillet 2021 contre Cerro Largo. 

### En sélection
Le 23 octobre 2021, il est convoqué pour la première fois pour la sélection des moins de 20 ans pour des matchs amicaux contre le Costa Rica et le Honduras.